# Oswald Hesse

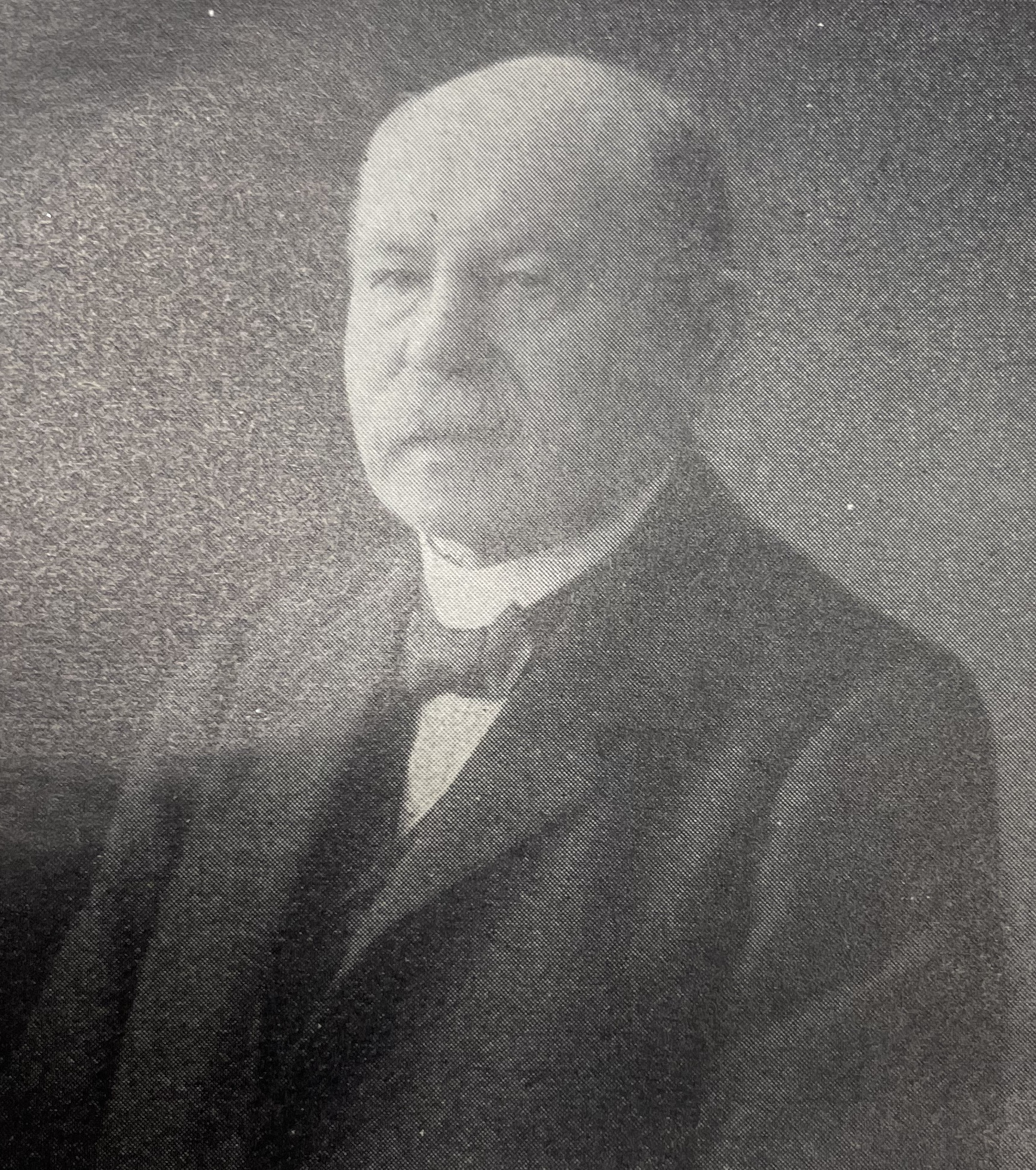
Oswald Hesse, fotografiert von Theodor Andersen

Julius Oswald Hesse (* 17. Mai 1835 in Obereula bei Deutschenbora, Königreich Sachsen; † 10. Februar 1917 in Feuerbach) war Dr. phil., Hofrat, Chemiker und Direktor der Firma Friedrich Jobst, der ersten industriellen Fabrik in Feuerbach
. 

## Leben
Beim Besuch der landwirtschaftlichen Lehranstalt in Chemnitz wurde Hesse durch den Apotheker Carl Friedrich Reichel zur Forschung an seiner großen Chinarindensammlung hinzugezogen.
Hesse studierte dann 1856–1860 Chemie in Leipzig und Göttingen, wo er bei Heinrich Limpricht mit einer Untersuchung über die Chinone promovierte. Bei Jobst hatte er Gelegenheit zu den Alkaloiden einer Vielzahl von Drogen zu forschen. Im Jahr 1888 wurde Hesse zum Mitglied der Leopoldina gewählt. 1909 wurde er Ehrenbürger von Feuerbach und 1916 Ehrenmitglied des Vereins für vaterländische Naturkunde in Württemberg.

## Ehrungen
In Feuerbach wurde die Oswald-Hesse-Straße (früher: Pragstraße) nach Hesse benannt.